# Oratorium (musikalbum)
Oratorium är det sjätte studioalbumet med det norska funeral doom metal/gothic metal-bandet Funeral. Albumet släpptes 2012 av skivbolaget Grau Records.

## Låtlista
1. "Hurning with Regret" – 11:05
2. "Hate" – 10:45
3. "Break Me" – 13:17
4. "Song of the Knell" – 7:28
5. "From the Orchestral Grave" – 10:49
6. "Making the World My Tomb" – 8:04
7. "Will You Have Me?" – 11:06

- Text: Einar André Fredriksen
- Musik: Anders Eek

## Medverkande
Musiker (Funeral-medlemmar)
- Anders Eek – trummor, gitarr, bakgrundssång
- Mats Lerberg – gitarr, sång
- Rune Gandrud – basgitarr
- Sindre Nedland – sång
- Erlend Eide Nybø – gitarr

Bidragande musiker
- Kjetil Ottersen – keyboard

Produktion
- Anders Eek – producent
- Simen Hogdal Pedersen – producent, vokalarrangemet
- Øyvind Larsen – ljudmix
- Simen Andreassen – mastering
- Erlend Eide Nybø – omslagsdesign, omslagskonst
- Magnus Steenhoff – foto